# King Creole (sang)
"King Creole" er en komposition af Jerry Leiber og Mike Stoller fra 1958. Den er indsunget af Elvis Presley til brug som titelnummer til Elvis-filmen King Creole fra juli samme år. Sangen blev indspillet af Elvis hos Radio Recorders i Hollywood den 23. januar 1958.
Sangen udkom i England som A-side på en singleplade, mens den i resten af verden kom på en LP-plade med filmens soundtrack, som ligeledes hed King Creole. LP'en udkom i august 1958, en månedstid efter filmens premiere.
På indspilningen medvirkede bl.a.:
- Elvis Presley, sang
- Scotty Moore, guitar
- Bill Black, bas
- D.J. Fontana, trommer
- The Jordanaires, kor

"King Creole" findes endvidere på CD'en 2nd To None, som blev udsendt af RCA i 2003 som en naturlig opfølger på forrige års succesudgivelse ELV1S 30 #1 HITS.

## Alternativ version
Der blev den 15. januar 1958 i samme studie optaget en alternativ version af "King Creole". Den blev i 1990 udsendt på Elvis-albummet Hits Like Never Before.